# Ноанхель Луасес
Ноанхель Луасес (ісп. Noangel Luaces, 30 березня 1957) — кубинський баскетболіст.
Учасник Олімпійських Ігор 1980 року.